# MPi-K
MPi-Kとは、ドイツ民主共和国（東ドイツ）でライセンス生産されたAKである。その名称は Maschinenpistole Kalaschnikow の略で、「カラシニコフ型短機関銃」を意味する。ドイツ民主共和国では、ナチス・ドイツ時代に造られた突撃銃（Sturmgewehr）の語は使用されなかった。

## 概要
第二次世界大戦後、東ドイツにおける再軍備は兵営人民警察と称される準軍事組織から始まった。当初、兵営人民警察では在独ソ連軍から供与されたモシン・ナガン小銃やPPSh-41短機関銃、あるいは旧軍から接収されたKar98k小銃やStG44突撃銃などが配備されていた。1956年、兵営人民警察は国軍たる国家人民軍に改組される。1957年、国家人民軍はソビエト連邦製のAK突撃銃を制式小銃として採用し、この2年後にはライセンス生産が開始された。生産は主にズール県のエルンスト・テールマン工場にて行われた。
東ドイツ製AKの独自の特徴としては次のようなものが挙げられる。
- タンジェントサイトの射程が、ソ連製のAKM以降は1,000 mまで対応しているが、東ドイツ製AKではAK74に相当するMPi-AK-74が登場するまでは、一貫して800 mまでの対応となっていた。

- ストックは当初ブナ材を利用した合板だったが強度不足のため1966年からプラスチック製のストックを採用した。

- ソ連のAKシリーズに先駆けて銃床などにプラスチック樹脂製部品を採用した。

- 軍の運用思想により、銃床内部にクリーニングキットを収納するスペースがなく、MPi-K初期生産型に至っては銃身下に収めるクリーニングロッド（洗い矢）すら付属しなかった。クリーニングキットは、RG-57クリーニングキット（Reinigungsgerät RG-57）として別途配備されていた[2][3]。
- スリング（負い紐）がソ連製より細く、取り付け方法も異なる。スリングスイベル（負い紐環）の形状も異なるため、ソ連製スリングを東ドイツ製AKに取り付けることは不可能。MPi-AK-74では、ソ連製と同形状のスリングが採用された。

- 銃剣は、ソ連製と同じ改良が進められたが、グリップ（握り）と鞘の成形色は黒色である。

また、本家のAKと同様に多くの派生型が存在する。
AKMSに相当するMPi-KMS-72では、折畳時にもセレクターの操作を邪魔しないように形状を工夫した、独自の側面折り畳み式銃床が採用された。この銃床は後にルーマニアやポーランドなどが国産化したカラシニコフ銃（AIMやタンタルなど）に模倣された。特に区別する場合、従来の下方折り畳み式銃床を「ロシアン・パターン」、東ドイツ製の側面折り畳み式銃床を「イースト・ジャーマン・パターン」などと呼ぶこともある。
MPi-AK-74は、ソ連製のAK74に相当するモデルで、口径を5.45 mm（使用弾薬5.45×39mm）に小口径化している。なお、国境警備隊では5.45mm口径の小銃を採用しなかった。これは5.45 mm弾の殺傷力が国境警備活動において過剰であり、また弾頭が軽量であることから風や障害物の影響を受けて隣国領内に着弾する可能性が高いと判断された為である。
MPi-Kシリーズは、東ドイツの警察組織や軍事組織が採用したほか、輸出も広く行われた。当時、東側諸国では国産化したカラシニコフ銃の輸出が外貨獲得手段の1つとなっており、特に1970年代までの東ドイツは全世界に流通するカラシニコフ銃の生産の3分の1近くを担っていた。こうした状況がソ連製カラシニコフ銃の価格低下を招いていたこともあり、1981年から始まったAK74の国産化に関する交渉においては、国産モデル（MPi-AK-74N）の輸出を禁ずる条項が加えられた。東ドイツ側ではこの条項を回避して武器輸出を継続するべく、西側諸国での需要も見込んだ5.56x45mm NATO弾仕様のヴィーガー・シリーズを開発した。
東ドイツ崩壊後、MPi-Kなどの銃器を始めとする各種装備品及び物資はドイツ連邦軍（西ドイツ軍）が接収し、少数が研究や演習などの用途に用いられた。大多数のMPi-Kは統一ドイツ政府によってアフリカや中東へ売却された後、紛争地域などへ流出していった。

## バリエーション

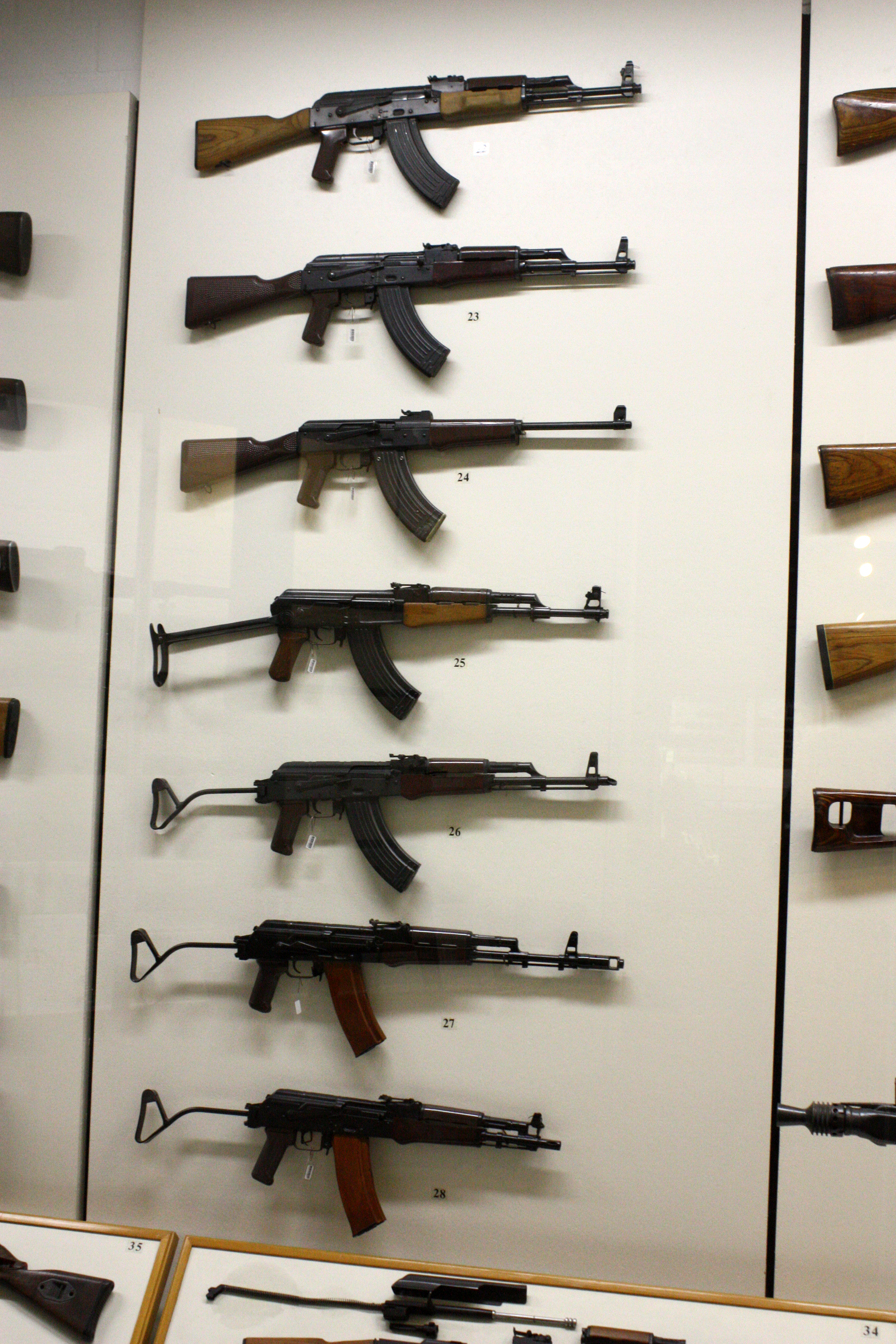
MPi-Kシリーズ。上からMPi-KM(初期生産型)、MPi-KM(後期生産型)、KK-MPi 69、MPi-KmS、MPi-KMS-72、MPi-AKS-74N、MPi-AKS-74NK

MPi-K
AK。1959年から1966年までにおよそ1,300,000から1,500,000丁程度が製造された。
AK-47と同様の形態。クリーニングロッドが付属しなかった。改良型のMPi-KM運用後は労働者階級戦闘団等の準軍事組織が使用。
MPi-KmS
AKS。空挺部隊・戦車部隊・砲兵等に配備された。銃床はソ連製のものを踏襲した下方へ回転させて折り畳む方式で、展開時の角度はAKSと同じであり、水平ではない。他の特徴はMPi-Kに該当する。後継機種のMPi-KMS-72が採用されるまでの間、降下猟兵や長距離偵察部隊、フロッグマン用の小銃としてMPi-KM採用後も使用された。
MPi-KM
1965年より製造開始。MPi-Kのレシーバを独自改良でプレス加工した、AKMに相当するモデル。弾倉はMPi-Kに引き続いて金属製を使用。生産時期によって3タイプに分類できる。
1 初期生産型
銃床が直銃床となり、下部ハンドガードにリブが追加された。本銃よりクリーニングロッドが付属。ハンドガード上部、グリップにプラスチック樹脂製部品を採用。銃床とハンドガード下部は木製。どちらもブナ材で作られておりハンドガード下部は単材で銃床のみ合板。銃口はAKと同じく竹槍状のマズルブレーキがない。
2 中期生産型
1966年より製造開始、銃床の強度不足による破損が相次いだためプラスチック樹脂製部品へ変更。銃口には、AKMと同じ竹槍状に切り落とした形状のマズルブレーキを装着。ハンドガード下部は銃身の耐熱の問題で、木製のままとされた。
3 末期生産型
1980年より生産開始。ハンドガード下部を、新たに開発した素材のプラスチック製に変更。
MPi-KMS-72
1972年より製造開始。独自の側面折り畳み式銃床を採用。銃の形態はMPi-KMに準じた中期・後期型の2タイプがある。
MPi-AK-74N
AK74。1983年頃より生産開始。AK74と同様の赤茶色のプラスチック樹脂製弾倉を採用。他の特徴はMPi-KM末期生産型に該当する。暗視装置を装着するためのマウントプレートがレシーバ左側面に付属している。
MPi-AKS-74N
AKS74。他の特徴はMPi-KMS-72末期生産型に該当する。暗視装置を装着するためのマウントプレートがレシーバ左側面に付属している。
MPi-AKS-74NK
MPi-AKS-74Nを元に独自に開発したカービンモデル。銃身を短くし、銃口やガスポートの形状が異なる以外は、MPi-AKS-74Nと同形態。リアサイトは、AKS74Uの固定式と異なり、他の型と同じタンジェントサイトである。暗視装置を装着するためのマウントプレートがレシーバ左側面に付属している。
KK-MPi 69
MPi-KMをベースにした訓練用の.22口径銃。銃身とハンドガードの形状が異なる。

## 運用国
- 東ドイツ
- アフガニスタン[8]
- イラク
- インド[9]
- エジプト
- ベトナム[10]

## ギャラリー

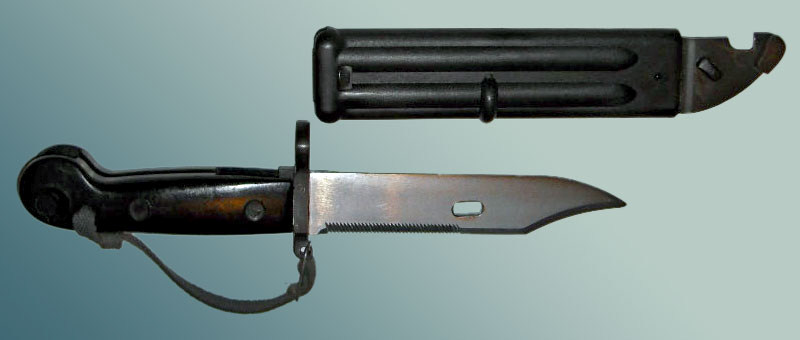
MPi-K用銃剣の1種（ソ連の6Kh3に相当するモデル）
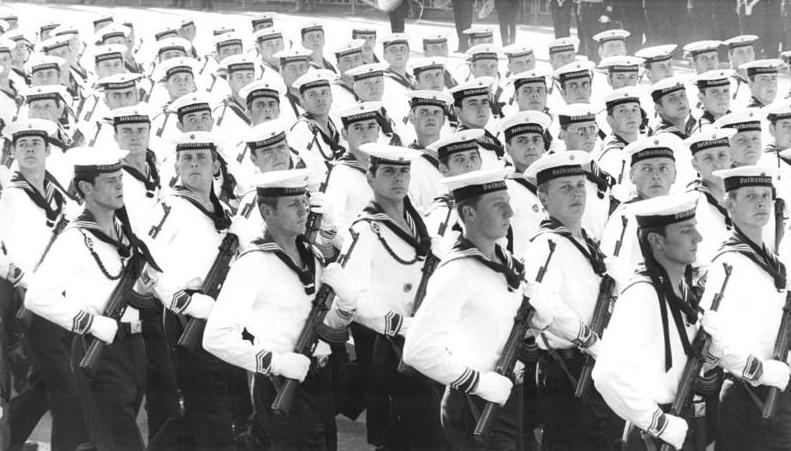
人民海軍の水兵
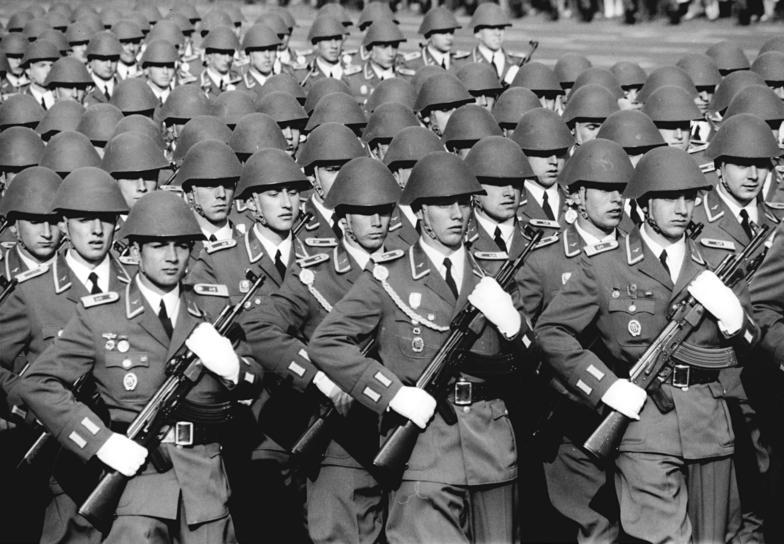
航空軍の下士官
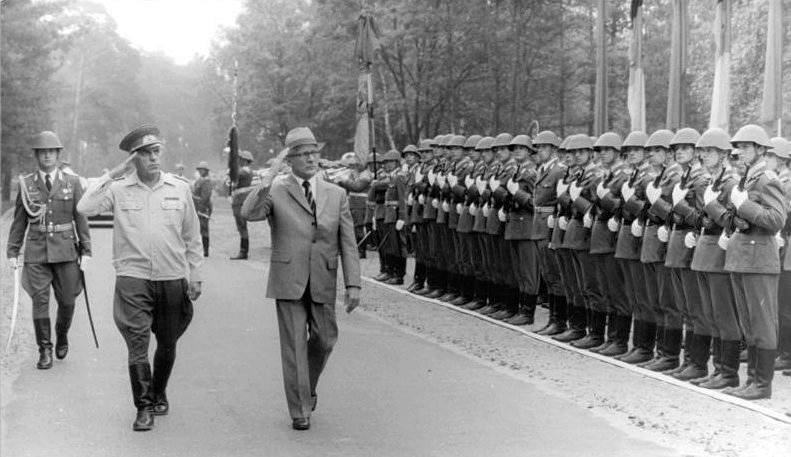
ホーネッカー議長とシュテッヒバルト将軍の閲兵を受ける地上軍の兵士
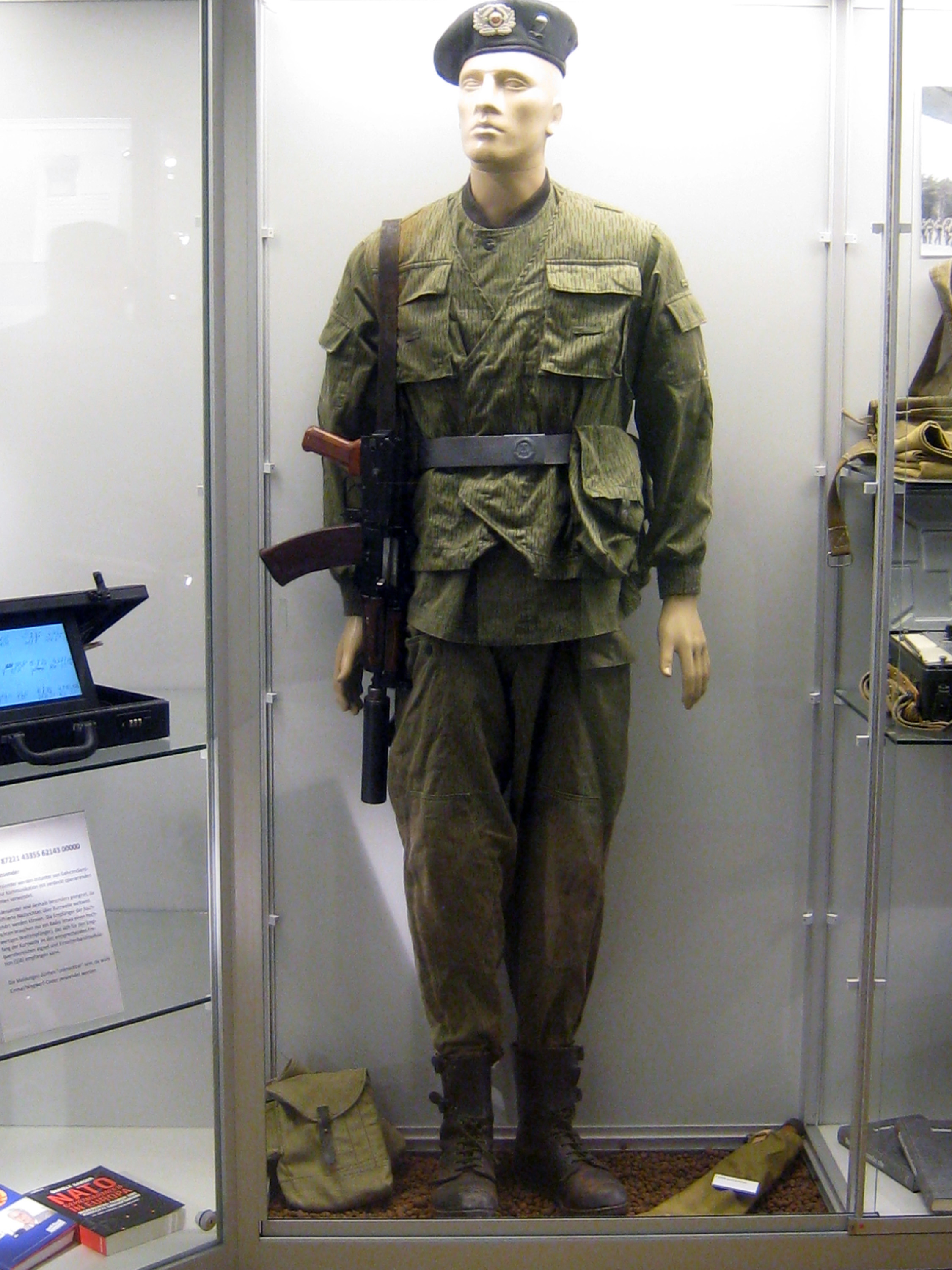
地上軍降下猟兵を模したマネキン
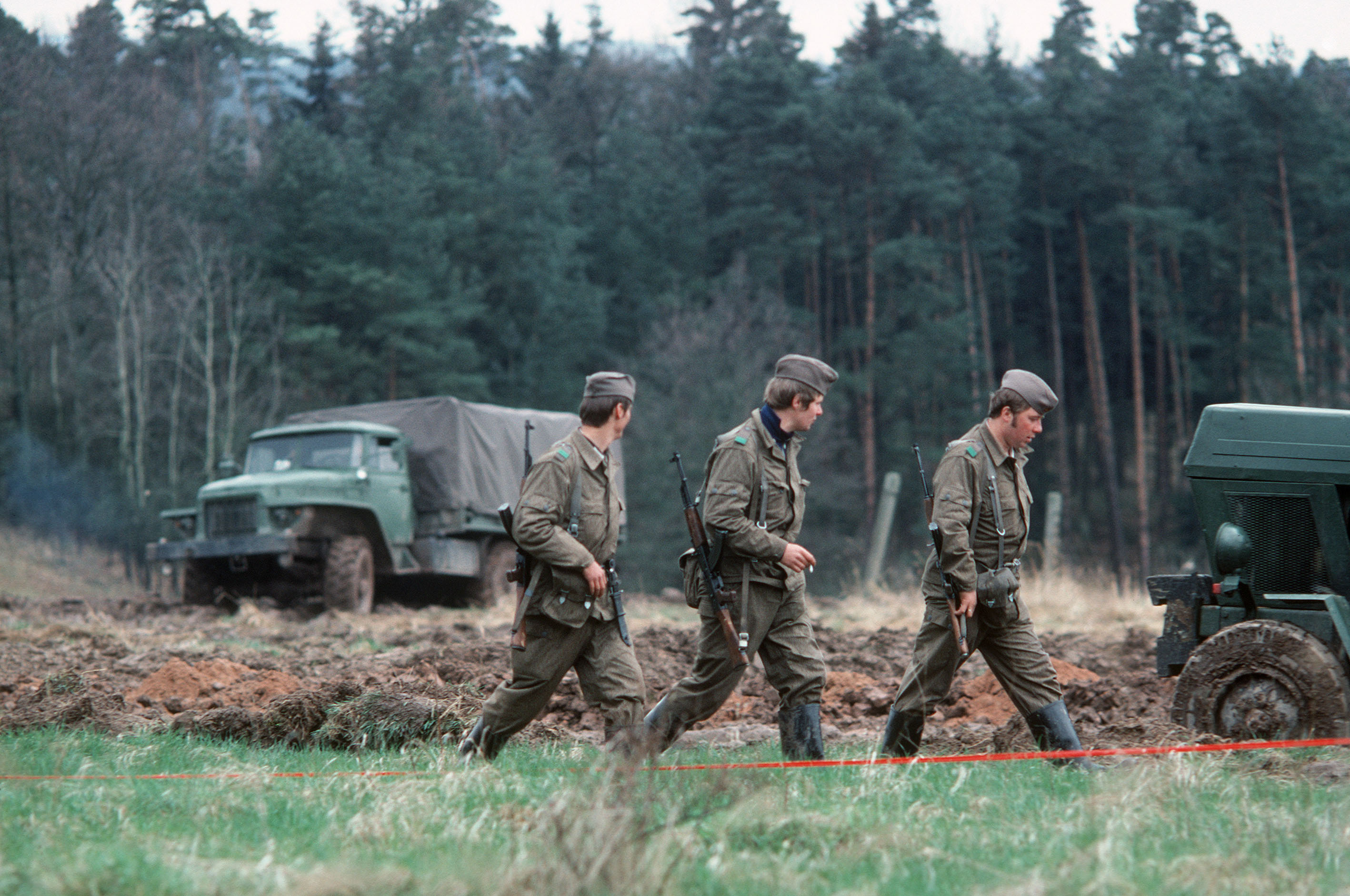
国境警備隊の隊員
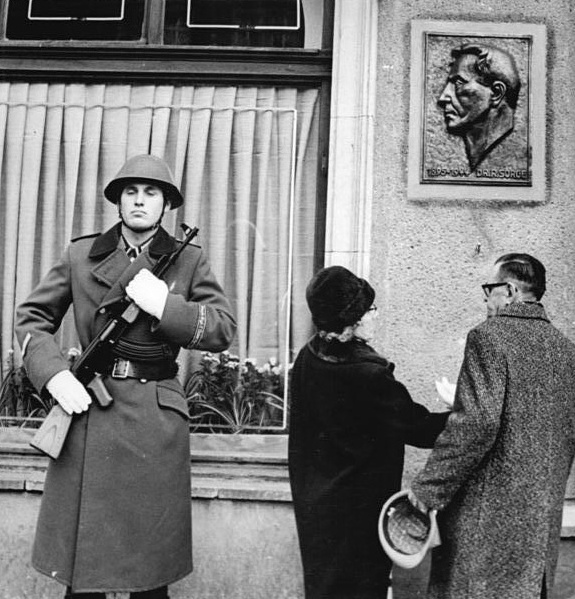
国家保安省（シュタージ）が有する準軍事組織、フェリックス・ジェルジンスキー衛兵連隊の隊員
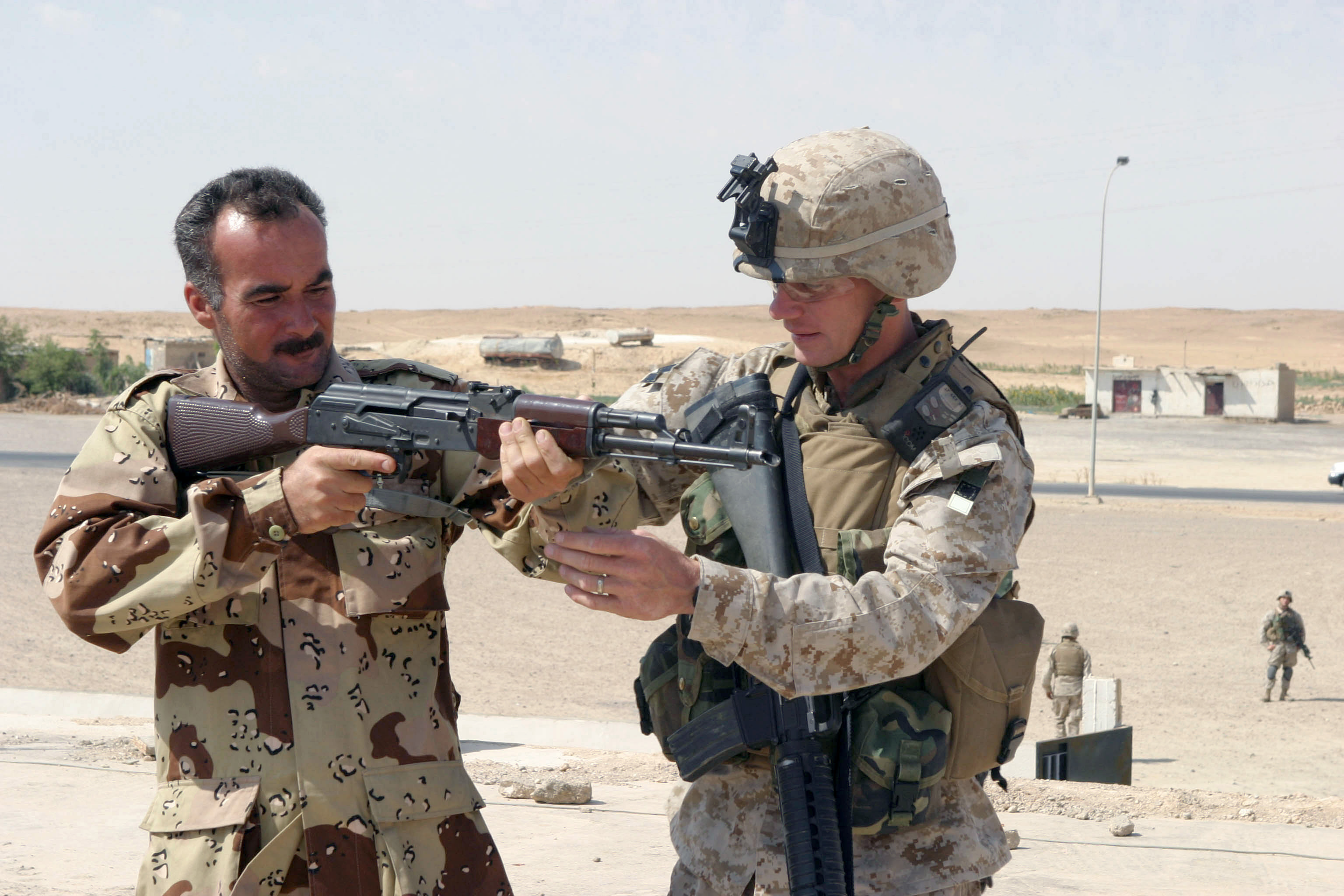
MPi-KMを構える新生イラク軍の兵士
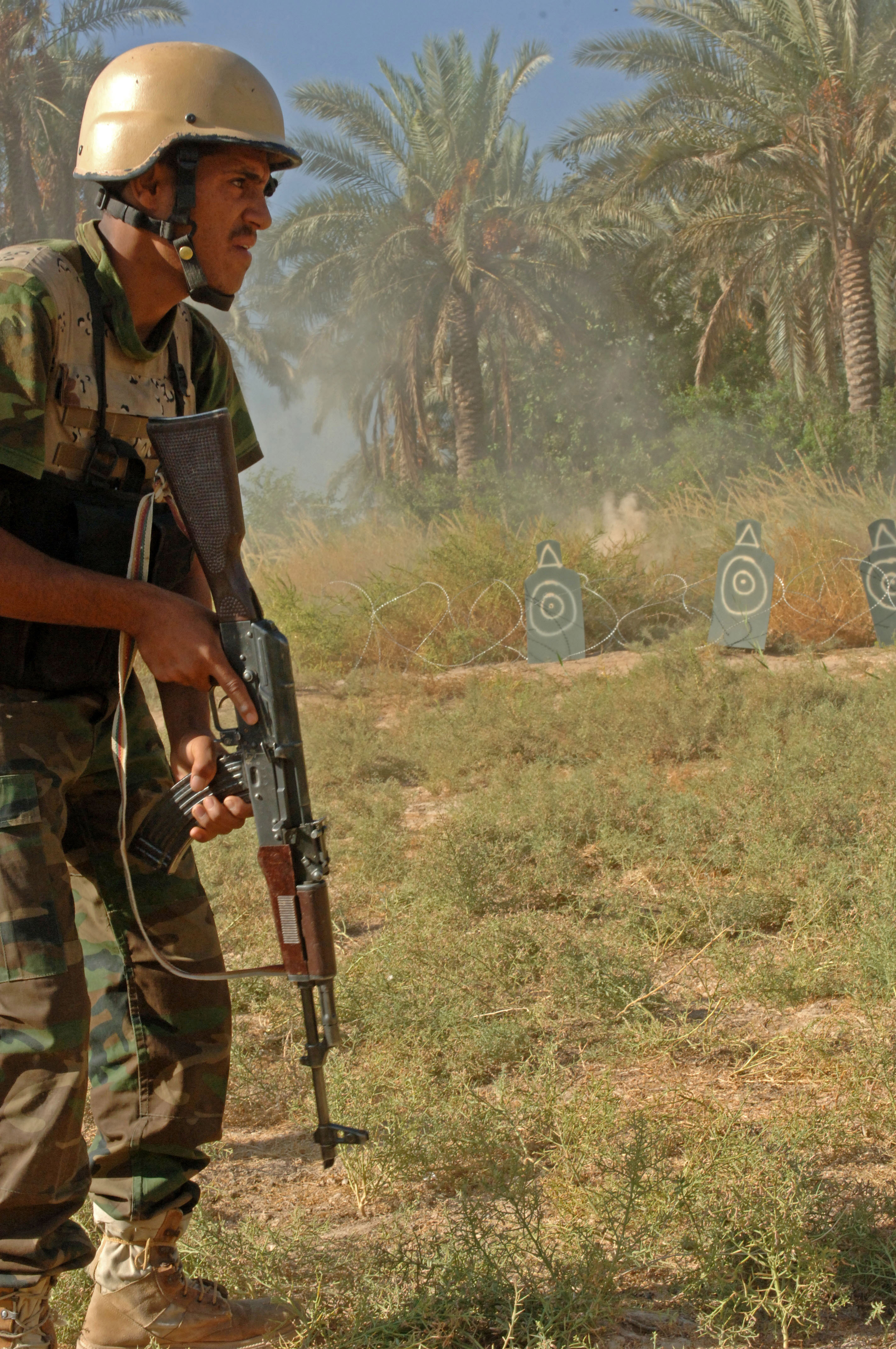
訓練中の新生イラク軍兵士
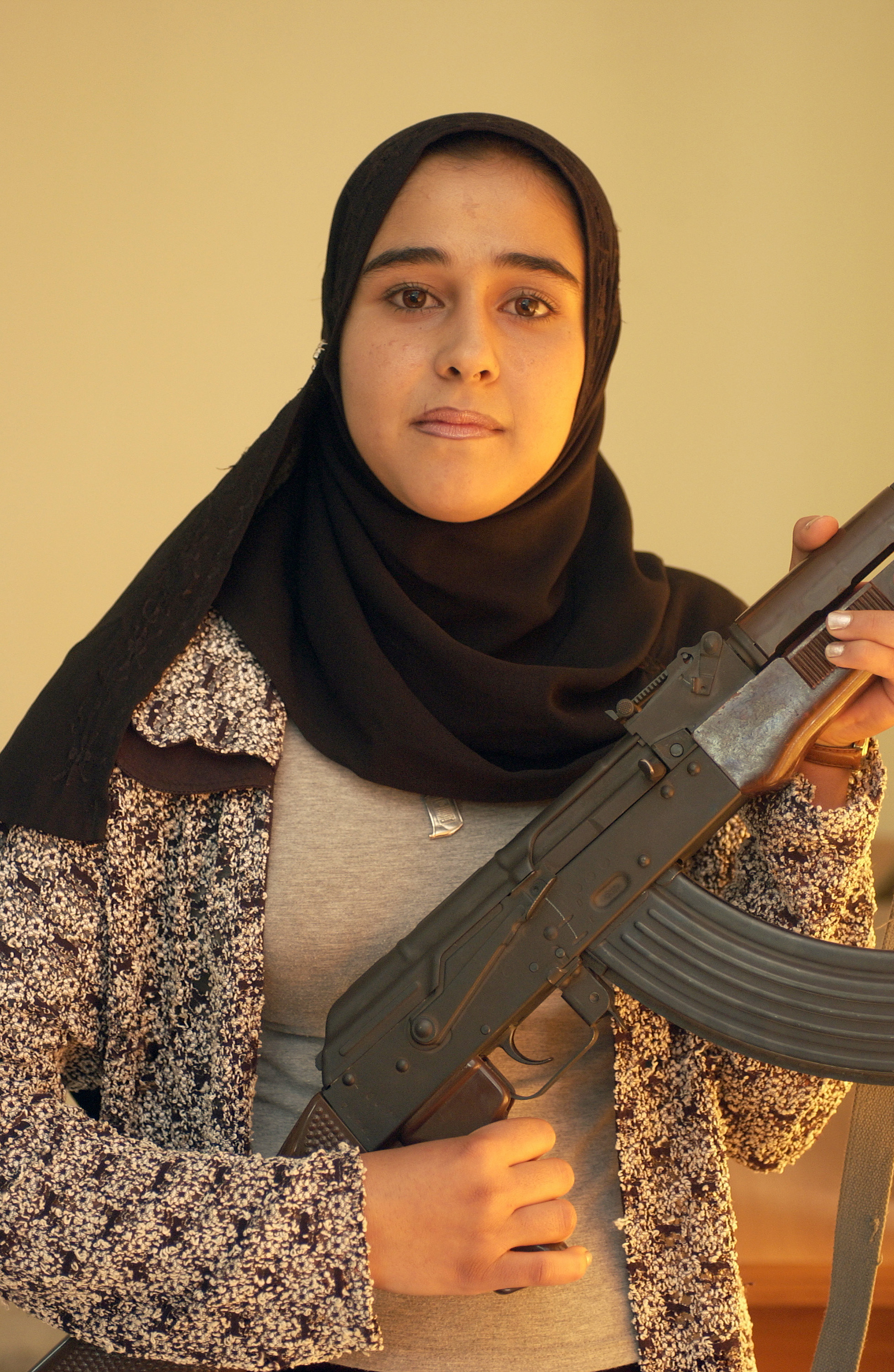
イラクの施設保護部隊（英語版）の隊員。セレクタにD（Dauerfeuer, 連発）、E（Einzelfeuer, 単発）の刻印が確認できる。